# نیترونیوم‌تترافلوروبورات
نیترونیوم‌تترافلوروبورات (به انگلیسی: Nitronium tetrafluoroborate) با فرمول شیمیایی BNO۲F۴ یک ترکیب شیمیایی است. 